# Alex Grant
Alex Grant, właśc. Alexander Ian Grant (ur. 23 stycznia 1994 w Manchesterze) – angielski piłkarz występujący na pozycji obrońcy w  Stoke City.